# Tephritomyia caliginosa
Tephritomyia caliginosa är en tvåvingeart som först beskrevs av Erich Martin Hering 1942.  Tephritomyia caliginosa ingår i släktet Tephritomyia och familjen borrflugor.
Artens utbredningsområde är Kamerun. Inga underarter finns listade i Catalogue of Life.